# 雲南雀屬
雲南雀屬（屬名：Yunnanus）是雀形目下一種已滅絕的鳥類，生存於中新世晚期的亞洲，化石出土於中國雲南省祿豐縣石灰壩。
雲南雀的化石是挖掘西瓦古猿化石時一起出土的，同一地點還發掘出鴨屬、潛鴨屬、竹雞屬、滇原雞屬、雉屬的化石。